# Hagiografia

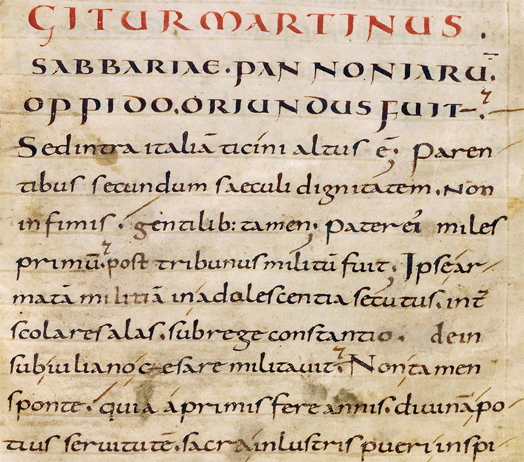
Página da Vita Sancti Martini por Sulpício Severo

Hagiografia é um tipo de biografia, dentro do hagiológio, que consiste na descrição da vida de algum santo, beato e servos de Deus proclamados por algumas igrejas cristãs, sobretudo pela Igreja Católica, pela sua vida e pela prática de virtudes heróicas.
A Igreja Católica considera a hagiografia como um ramo da história da igreja. Outras religiões, tais como o budismo e o islamismo mantêm estudos equivalentes, acerca de homens e mulheres cujas biografias interessam ao culto ou à crença.

## Etimologia e objeto
Hagiografia vem do grego: hagios, santo; graphía, escrever. O termo originou-se por volta do século XVII, com objetivo de sistematizar os diversos escritos a respeito dos santos objeto da veneração dos fiéis.
Trata a Hagiografia de textos não necessariamente históricos, como a descrição dos martírios, lendas, tradições, vida religiosa e revelações, a devoção, com especial atenção nos milagres e processo canônico de beatificação e/ou santificação.

## Histórico
Os escritos ditos hagiográficos - ou seja, da vida dos santos - tiveram início ainda na igreja primitiva, através dos escritos acerca dos mártires, ganhando grande impulso durante a Idade Média, em conseqüência da expansão da Igreja Católica Romana. Reconhece-se Atanásio de Alexandria como seu primeiro escritor conhecido.
A hagiografia procurou adotar critérios mais científicos a partir das contribuições do jesuíta Jean Bolland e seus seguidores, conhecidos como bolandistas.